# Slim Dusty
Slim Dusty, właściwie David Gordon Kirkpatrick (ur. 13 czerwca 1927 w Kempsey, zm. 19 września 2003 w Sydney) – australijski piosenkarz country, jedna z najbardziej znanych osób w Australii. Łącznie nagrał 106 albumów, które jeszcze za jego życia sprzedano w łącznej ilości ponad 5 milionów egzemplarzy.
Swój pseudonim sceniczny Slim Dusty przyjął w wieku 11 lat, za swojego pierwszego idola uważał Jimmiego Rodgersa. Pierwszą płytę nagrał i wydał w 1946.

## Kariera
Jego największy przebój „A Pub with No Beer” został wydany w 1957, był to pierwszy singel australijskiego artysty który zdobył status złotej płyty w Australii. W czasie jego kariery zdobył on więcej złotych i platynowych płyt niż jakikolwiek inny artysta australijski. W 1959 i 1960 holenderska i niemiecka wersje tego utworu nagrana przez flamandzkiego piosenkarza Bobbejaan Schoepen weszły na pierwsze miejsca list przebojów w Belgii, Austrii i Niemczech
Dusty nagrywał także utwory z tekstami australijskich poetów takich jak Henry Lawson i Banjo Paterson przypominając wiele zapomnianych tzw. „bush ballads”.
Zmarł na raka w 2003 pracując nad jego 106 płytą długogrającą. Wydany już po jego śmierci album zatytułowany Columbia Lane – the Last Sessions zadebiutował na piątym miejscu australijskiej listy przebojów, a na pierwszym miejscu listy przebojów country, zdobył status złotej płyty w ciągu zaledwie dwóch tygodni.
Dusty wziął udział w ceremonii zamknięcia olimpiady w Sydney w 2000 śpiewając wzruszającą wersję utworu „Waltzing Matilda”.
W 1970 odznaczony Orderem Imperium Brytyjskiego V klasy (MBE), a w 1998 Orderem Australii.